# Monte Débora
Monte Débora (en hebreo: הר דבורה, Har Dvora) es una montaña de Galilea en el norte de Israel. Es adyacente al Monte Tabor. El Har Dvora está completamente cubierto de bosques, principalmente de pinos, en 1926 cuando todavía estaba bajo el Mandato británico fue declarada reserva natural. El Sendero Nacional de Israel lleva a la montaña.  En la cumbre hay una zona de pícnic y un monumento a las bodas de plata de la reina Isabel II.